# Вещилов, Константин Александрович

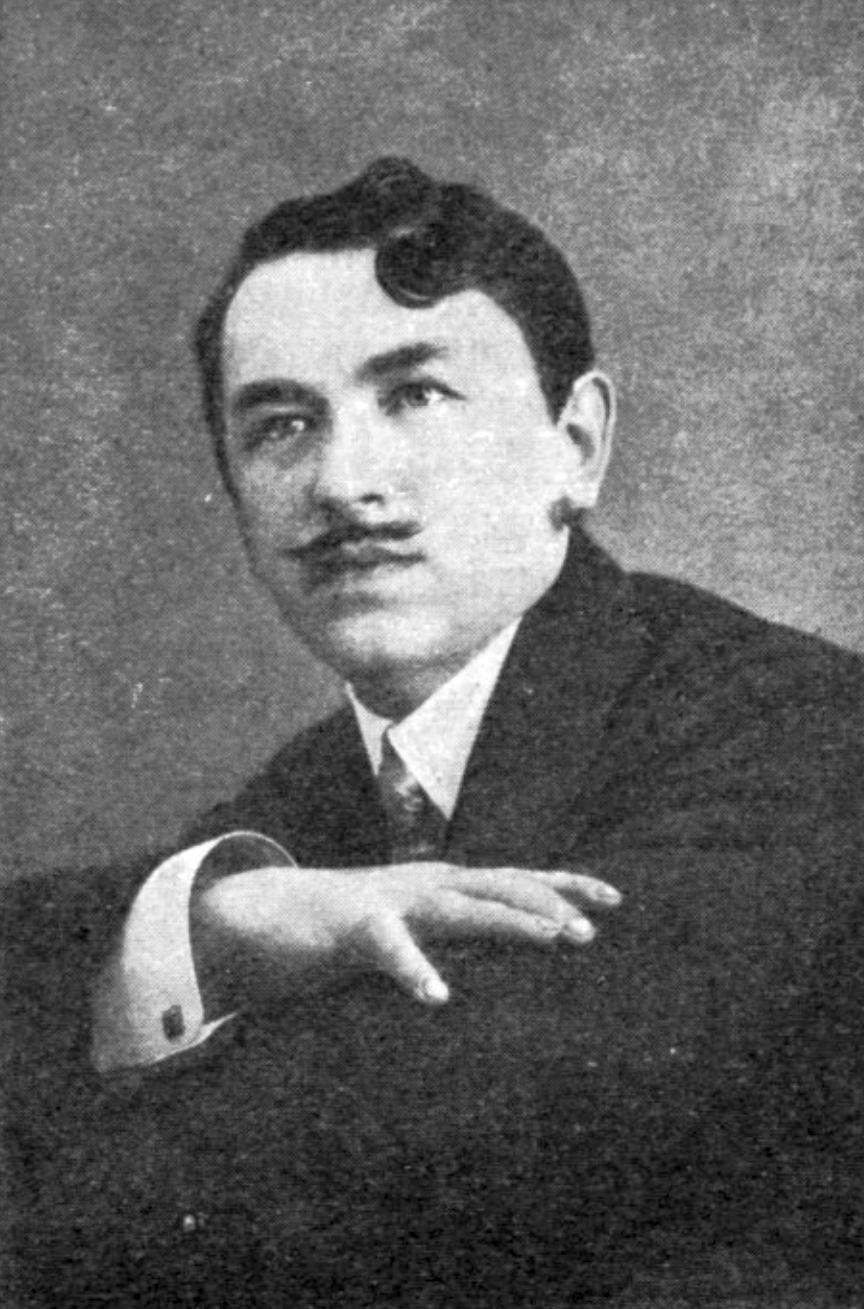
Константин Александрович Вещилов, 1911

Константин Александрович Вещилов (15 мая 1878 — 23 апреля 1945, Нью-Йорк) — русский художник.

## Биография
В своей автобиографии (1911) Вещилов писал: «Первые уроки живописи я брал в Валаамском монастыре под руководством отца Луки, заведовавшего в то время росписью главного собора».
В 1893—1896 годах учился в Рисовальной школе Общества поощрения художеств; затем у И. Е. Репина: сначала в школе княгини М. Тенишевой (1896—1898), затем — в Петербургской Академии художеств (1898—1904). Репин среди своих талантливых учеников выделял Вещилова не только как любимого, но и как «личного ученика».
Экспонировать свои работы на столичных выставках начал с 1902 года, будучи ещё студентом; в это же время, с помощью Репина, он получил и первый большой заказ. Это была диорама «Основание Петербурга» (1903), написанная к 200-летнему юбилею города — не очень удачная картина. Значительно удачнее оказалась его дипломная работа «Иоанн Грозный после казанских побед».
Окончив Академию в 1904 году с золотой медалью, Вещилов получил одногодичную командировку в Рим, которая по его просьбе была увеличена ещё на год. После гибели художника В. В. Верещагина, Вещилову было поручено выполнение отдельных заказов Морского министерства.
Для усовершенствования своих познаний в истории К. А. Вещилов в 1908 году окончил Санкт-Петербургский археологический институт.
С 1911 года он состоял в должности художника Морского министерства, которое в течение многих лет со смерти А. Боголюбова было вакантным. Одна за другой им были написаны большие полотна, посвящённые морским сражениям русско-японской войны. В 1912 году он получил чин титулярного советника и отправился в длительное путешествие по Египту и Палестине — там он выполнил серию этюдов, предполагая использовать этот натурный материал для исторической композиции «Цезарь и Клеопатра».
Писал он также картины на сюжеты русской и мировой истории, бытовые композиции, портреты, пейзажи. Кроме того, Вещилов активно занимался сценографией, оформлял сцену, делал эскизы костюмов и декораций, для Театра Литературно-художественного общества (Суворинского), Театра музыкальной драмы. Заведовал декорационной частью Суворинского театра (с 1914).
Первая мировая война застала Вещилова в Италии, на острове Капри. В результате, на Весенней выставке 1915 года Вещилов выставил около 20 итальянских пейзажей. На Весенней выставке следующего, 1916 года, он показал преимущественно отечественный материал. А. В. Маковский и Р. А. Берггольц (впоследствии к ним присоединился А. Н. Бенуа) в 1916 году предложили Вещилова к избранию академиком Академии художеств, однако «при баллотировке было подано за удостоение /Вещилова звания Академика/ 14 голосов и 20 против удостоения».
Работы художника воспроизводились в журналах «Нива», «Огонек», «Родина» и «Солнце России».
С 1917 года женат на Марии Михайловне Ерофеевой (1896—?), дочери купца 2-й гильдии Михаила Алексеевича Ерофеева (1866—?).
В период НЭПа художник приобретал на Петроградских аукционах предметы роскоши, выкупал некоторые свои произведения (например, этюды «Неаполитанский залив» и «Лодки»). Последней выставкой Вещилова в Советской России стала «Революция, быт и труд» (январь 1924), где он представил несколько работ эскизного характера: "Петроград во время представления «Гимна освобождения труда», «Да здравствует Коминтерн! (Митинг в честь II Конгресса Коминтерна на стрелке Васильевского острова)». Вслед за этим он вместе с женой эмигрировал из России.
В начале 1928 года Вещиловы поселились во Франции, где работы художника выставлялись на нескольких выставках.
Работал художником-декоратором и режиссёром Русского интимного театра Д. Кировой; состоял почётным членом Парижской Кают-Кампании.
В 1935 году Вещилов переселился в США, в Нью-Йорк. В 1937 году в Чикаго была организована выставка его работ. Кроме того, персональная выставка была организована в галерее «Метрополитен» в Нью-Йорке. В Нью-Йорке состоял членом общества б. Русских Морских Офицеров в Америке.
Скончался 23 апреля 1945 года, скоропостижно, от разрыва сердца.

## Работы
Работы К. А. Вещилова хранятся в Русском музее, в Третьяковской галерее, Одесском художественном музее, Дальневосточном художественном музее в Хабаровске и многих других собраниях.
- «Прорыв крейсеров „Аскольд“ и „Новик“ в бою у Шантунга 28 июля 1904 г.»
- «Стенька Разин» — на конкурсе в Императорском Обществе поощрения художеств получила юбилейную премию в 2000 рублей и золотую медаль — приобретена М. Е. Синицыным
- «Осенняя веранда на Капри» — приобретена для музея Академии художеств;
- «Протопоп Аввакум». 1910 — приобретена М. Е. Синицыным
- «Неожиданный приезд». 1912 — приобретена Президентом Академии художеств Вел. княгиней Марией Павловной;
- «Начало конца». 1912 — 1-я премия исторической живописи в Обществе поощрения художеств — приобретена многолетним управляющим петербургским театром «Аквариум» Н. П. Гляссе;
- «Капри» — 1-я премия в Обществе поощрения художеств;
- «Москва 1699 г.»
- «Новгородский Кремль 1650 г.» — приобретена О. И. Мыслик;
- «Первая встреча»
- «Арест царевны Софьи»

В 1908—1909 годах для петербургского «Аквариума» им были выполнены декоративные росписи театрального зала.

## Награды
- Орден Святой Анны 2-й степени. (1913)
- Орден Святого Владимира 4-й степени (1916)